# قیرگیاه آمریکایی
قیرگیاه آمریکایی (نام علمی: Flourensia cernua) نام یک گونه از سرده قیرگیاه است. نام دیگر آن تربوش (Tarbush)  است.